# Planta Pantex
La Planta Pantex es la principal instalación de ensamblaje y desensamblaje de armas nucleares de los Estados Unidos que tiene como objetivo mantener la seguridad y la confiabilidad de las existencias de armas nucleares de la nación. La instalación está ubicada en un terreno de 65 km² a 27 km al noreste de Amarillo, en el condado de Carson, Texas, en el Panhandle de Texas. La planta es administrada y operada para el Departamento de Energía de los Estados Unidos por Consolidated Nuclear Security y Sandia National Laboratories. Consolidated Nuclear Security, LLC (CNS) está compuesto por las compañías miembro Bechtel National, Inc., Leidos, Inc., Orbital ATK, Inc y SOC LLC, con Booz Allen Hamilton, Inc. como subcontratista de equipo. CNS también opera el Complejo de Seguridad Nacional Y-12. 
Como un importante sitio de seguridad nacional, la planta y sus terrenos están estrictamente controlados y fuera del alcance de todos los civiles, y el espacio aéreo por encima y alrededor de la planta está prohibido al tráfico aéreo civil por la FAA como Área Prohibida P-47. 

## Historia

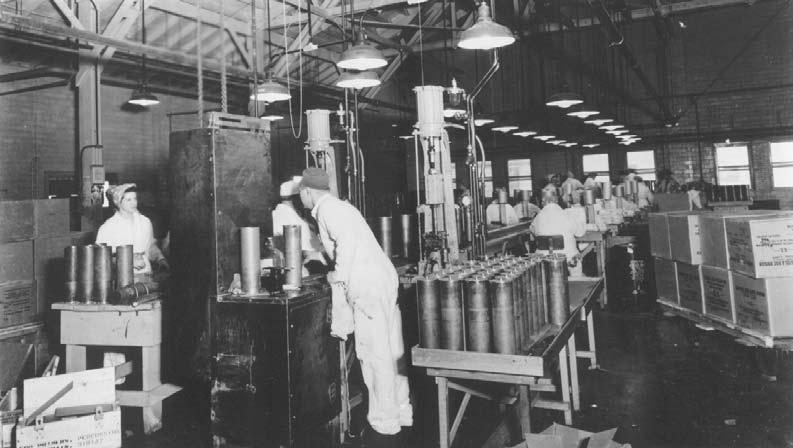
Armas convencionales ensambladas en Pantex en 1944

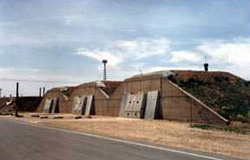
Búnkeres en Pantex utilizados para la puesta en escena temporal de armas nucleares.

La Planta Pantex se construyó originalmente como una planta de bombas convencionales para la Fuerza Aérea del Ejército de los Estados Unidos durante los primeros días de la Segunda Guerra Mundial. La planta de artillería Pantex fue autorizada el 24 de febrero de 1942. La construcción se completó el 15 de noviembre de 1942 y los trabajadores de todo Estados Unidos acudieron en masa a Amarillo para buscar trabajo. 
Pantex fue desactivado abruptamente cuando terminó la guerra y permaneció vacante hasta 1949, cuando Texas Technological College en Lubbock (ahora Texas Tech University) compró el sitio por U$1. Texas Tech utilizó la tierra para operaciones experimentales de alimentación de ganado. 
En 1951, a pedido de la Comisión de Energía Atómica (ahora la Administración Nacional de Seguridad Nuclear (NNSA)), el Ejército ejerció una cláusula de recuperación en el contrato de venta y recuperó la planta principal y 40 km² ) de tierra circundante para su uso como instalación de producción de armas nucleares. La Comisión de Energía Atómica renovó y amplió la planta a un costo de US$25 millones. Los 24 km² ) del sitio original fueron arrendados de Texas Tech en 1989. 
La planta Pantex fue operada por Procter & Gamble de 1951 a 1956, Mason & Hanger de 1956 a 2001 y Babcock & Wilcox de 2001 a 2014.
La planta empleó a unas 3.600 personas en 2010 y tenía un presupuesto de US$600 millones para el año fiscal 2010.

## Preocupaciones ambientales

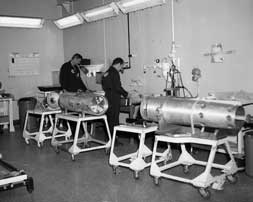
Los técnicos realizan el montaje final en una cabeza nuclear, alrededor de 1985

- En 1998, la Agencia de Sustancias Tóxicas y Registro de Enfermedades documentó una incidencia estadísticamente significativa de aumento de las tasas de cáncer y bajo peso al nacer en algunos de los condados que rodean a Pantex, pero los condados más cercanos a la planta (Armstrong y Carson) no tuvieron un aumento significativo en el cáncer. La agencia concluyó que no era probable que la planta estuviera asociada con estos hallazgos.[4] Un estudio anterior de NIOSH, actualizado en 1995, mostró un riesgo elevado de cáncer entre los trabajadores de Pantex.[7]
- En 1994, la planta fue catalogada como un sitio Superfund. La Agencia de Protección Ambiental de los Estados Unidos determinó que la contaminación del agua subterránea no estaba bajo control. La construcción de limpieza se completó en 2010, y la EPA actualmente enumera las preocupaciones del sitio como "bajo control".[8][9]

## Controversia
- En 2005, Project on Government Oversight afirmó que los trabajadores de Pantex podrían haber causado una explosión nuclear cuando aplicaron demasiada presión de manera inadecuada sobre una ojiva W56 obsoleta al desmantelarla.[10] POGO dijo que expertos no identificados con conocimiento sobre el evento le informaron sobre el peligro. El Departamento de Energía de Estados Unidos multó al contratista que manejaba la planta en ese momento, BWXT, por $ 110,000 por incidentes relacionados con la bomba, pero no mencionó ninguna posibilidad de explosión ni identificó la cabeza nuclear.
- En 1986, activistas de Red River Peace Network compraron 20 acres (80 937,2 m²)     adyacente a la Planta Pantex para crear "The Peace Farm", descrita como "un testigo visible contra las armas de destrucción masiva".[11] Su personal y la junta organizaron eventos, manifestaciones y reuniones que se oponían a las armas nucleares durante la década de 1990 y ahora organiza eventos relacionados con el medio ambiente, la proliferación nuclear y la eliminación de desechos y los problemas de paz.
- A principios de la década de 1980, el obispo católico local Leroy Matthiesen intentó persuadir a los trabajadores católicos de la planta para que dejaran sus trabajos, ofreciendo apoyo financiero a quienes lo harían.

## Problemas laborales
Los problemas laborales surgieron en 2007 luego de la implementación de requisitos físicos y de desempeño más estrictos para el personal de seguridad armado luego de los ataques del 11 de septiembre. El sindicato de trabajadores para los guardias de Pantex protestó porque las nuevas normas eran injustamente extenuantes para el personal de mediana edad que se acercaba a la jubilación. En protesta, 500 guardias abandonaron el trabajo y se declararon en huelga en abril de 2007 y fueron reemplazados por una fuerza de guardia temporal. La huelga terminó con un acuerdo negociado después de 34 días. Los guardias también se declararon en huelga en una disputa salarial en 1981, y los trabajadores sindicalizados de producción y mantenimiento se declararon en huelga en 1970 y 2015.

## Incidentes de seguridad
La planta se cerró en enero de 2010 cuando un trabajador de laboratorio de Pantex informó haber visto a dos hombres con camuflaje y rifles salir de un vehículo a "un par de millas" de la planta. Se descubrió que los hombres eran empleados en su día libre, cazando gansos en propiedades privadas. No se presentaron cargos. En octubre de 2018, una unidad K-9 de detección de bombas alertó a un vehículo sospechoso estacionado cerca de un edificio administrativo. La planta se cerró y las carreteras que conducían a la planta se cerraron hasta que se despejó el vehículo.